# Waldviertel
Waldviertel (traducción literal, "Cuadrante Boscoso") es la región noroccidental del estado autriaco de Baja Austria. Está limitado al sur por el río Danubio, el sudoeste por el estado de Alta Austria, al noroeste y al norte por la República Checa y al este por el monte Manhartsberg (537 m), que es el punto geodésico de división del Waldviertel y el Weinviertel (Cuadrante Vinícola).